# André Candançam Pinto
André Candançam Pinto (São Paulo, 14 december 1978) is een voormalig Braziliaans voetballer.

## Carrière
André Pinto speelde tussen 1997 en 2010 voor Flamengo, XV Piracicaba, Portuguesa, Nacional, Santa Clara, Kyoto Sanga, Marítimo, Paços Ferreira en São José.